# سنجاب طائر سيبيري
سنجاب طائر سيبيري (الاسم العلمي Pteromys volans)، حيوان لبون من فصيلة السنجابيات وجنس سنجاب العالم القديم الطائر. تمتد أعطانه من بحر البلطيق في الغرب إلى سواحل المحيط الهادي في الشرق. هو النوع الوحيد من السناجب الطائرة الموجودة في أوروبا. ويعتبر وجودة ضعيفة داخل الاتحاد الأوروبي حيث يوجد الآن فقط في فنلندا وإستونيا ولاتفيا من أصل 28 دولة في الاتحاد.

## روابط خارجية
- Bird Box Cam, includes pictures of Siberian Flying Squirrels nesting in a birdhouse in هلسنكي.
- Pteromys volans at Animal Diversity Web.
- Images and text in Swedish about Pteromys volans.